# ЮМЗ Т1
ЮМЗ-Т1 — тип сочленённого троллейбуса, выпускавшийся на ЮМЗ с 1992 по 1998 годы. C 1993 года кроме Днепропетровска (ныне Днепр) собирались на предприятии Южмаша в Павлограде.
Южный машиностроительный завод принялся за доработку уже производившейся модели «Киев-11». Научным руководителем работ по созданию троллейбуса был назначен Владимир Веклич, а главным конструктором — Михаил Галась. Также в создании троллейбуса принимал участие будущий президент Украины Леонид Кучма. Устранить многие недостатки заводу удалось. И уже 15 января 1992 году на маршруты г. Днепропетровска выехали на испытания первые ЮМЗ-Т1. Часть электрооборудования (пуско-тормозные реостаты и силовой контроллер) вынесена на крышу, что облегчает обслуживание и значительно уменьшает загрязнение аппаратуры дорожной грязью и водой. Эта модель, как многие другие, имеет как свои достоинства, так и свои недостатки: потребляет большое кол-во электроэнергии, имеет несовершенную систему отопления и др. Салон этих машин вмещает 180 человек, мест для сидения — 40. Троллейбусы типа ЮМЗ-Т1 имеют два ведущих моста и два тяговых электродвигателя, поэтому они могут преодолеть подъём до 12 %. Все эти троллейбусы имеют реостатно-контакторную систему управления двигателями (РКСУ).

## Эксплуатация
С 1992 по 1998 год троллейбусы ЮМЗ-Т1 поставлялись во многие города Украины, а также в Кишинёв, Минск, Оренбург, Таллин. Последним городом, в который поступил в 1998 году ЮМЗ-Т1, был Житомир. В Лисичанске ЮМЗ-Т1 проходили испытание в 1993 году, но город их так и не закупил.

По состоянию на декабрь 2017 года на балансе предприятий электротранспорта состоят 73 троллейбуса ЮМЗ-Т1, из них 32 — в рабочем состоянии. Большинство троллейбусов этой модели списано, а часть укорочена — переделаны в "ЮМЗ-Т2П", аналогичные ЮМЗ-Т2. За рубежом, куда поступали эти троллейбусы, эта модель полностью выведена из эксплуатации, кроме Кишинёва, где на декабрь 2017 года эксплуатируются три машины из четырёх.
- ЮМЗ Т1 в Тернополе
- ЮМЗ Т1 в Краматорске
- ЮМЗ Т1 в Мариуполе
- ЮМЗ Т1 в Луцке
- ЮМЗ Т1 в Донецке
- ЮМЗ Т1 в Житомире
- ЮМЗ Т1 в Краматорске
- ЮМЗ Т1 в Чернигове
- ЮМЗ Т1 в Запорожье
- ЮМЗ Т1 в Одессе

## Эксплуатация ЮМЗ Т1
Украина

### Алчевск
1993 г. — закуплены 2 троллейбуса, которые получили № 363, 364;
1994 г. — закуплены ещё 3 троллейбуса (№ 365, 366, 367).
1 троллейбус (№ 366) — не работает, из-за частых поломок и износа электропроводки, выведен из эксплуатации и подготовлен к списанию.
4 троллейбуса (№ 363, 364, 365, 367) — в 2014 году списаны.

### Бахмут
В 1993 г. поступили 6 троллейбусов, из них один (№ 204) списан в январе 2017 г., 1 (№ 203) не работает с 2008 г. и стоит под забором со сгоревшей высоковольтной проводкой, остальные укорочены — 4 стали ЮМЗ Т2П (№ 200, 201, 202, 205).

### Белая Церковь
В 1992—1993 гг. поступили 6 троллейбусов (№ 096—101), из которых 3 списаны в 2014 году, а 3 — списаны в июле 2015 году.

### Винница
1993 г. — поступили 3 троллейбуса (№ 348—350), 1 троллейбус (№ 348) списан и порезан в 2011 году, остальные 2 — списаны в 2016 году.

### Горловка
В 1993—1995 гг. поступили 19 троллейбусов. В данный момент 7 укорочены и стали ЮМЗ Т2П (№ 251, 253, 254, 255, 256, 260, 263), 10 троллейбусов — списаны (№ 252, 259, 261, 262, 264, 265, 266, 267, 268, 269), 2 троллейбуса (257, 258) - ожидают списания.

### Днепр
1992 г. — троллейбусы № 2030—2049. Имели оранжевую и голубую окраску (№ 2043 и 2044 — были белыми с синими и оранжевыми полосами)
1993 г. — 5 ЮМЗ Т1 получило 1-е депо (№ 1050—1052, 1054 и 1055). Тогда же второе депо получило два троллейбуса — № 2053 и 2056. Позже ЮМЗ Т1 (№ 1050) был разобран в депо, кузов был отправлен на завод. Взамен был получен экспериментальный троллейбус ЮМЗ Т2М, но номер сохранился. Это единственный изначально несочленённый троллейбус, носящий номер серии сочленённых троллейбусов.
Всего в 1992—1996 гг. город получил 54 троллейбуса, из которых 45 были укорочены, 2 списаны, ещё 6 работают. Из оставшихся 7 ЮМЗ Т1 6 прошли капитальный ремонт в Днепропетровских ВРМ. 
В 2020 году № 2083 прошёл капитальный ремонт с заменой кузова, новый кузов привезён из Павлограда, где находился с 1996 по 2019 год - и по сути - это абсолютно новый троллейбус, который взял парковый номер от списанного настоящего 2083.

### Донецк
В 1993—1996 годах поступили 34 троллейбуса, 23 троллейбуса были списаны в 2008—2010 гг., остальные — в начале 2014 года.

### Житомир
В 1995—1998 годах город получил 5 троллейбусов этой модели (№ 1063, 1066, 2062, 2064, 2065). По состоянию на 2022 год работают 3 машины (1066, 2062, 2065), 1 — не работает (№ 1063), 1 — списан (№2064).

### Запорожье
В 1992 году город получил 10 троллейбусов (№ 002, 004, 006, 008, 010, 012, 014, 016, 018, 020), в 1996 году ещё 2 — бывшие киевские № 2411 (№ 028) и № 4403 (№ 030) поступили с завода.
11 троллейбусов списаны в период с 2008 по 2014 годы. 19 августа 2016 года списан последний троллейбус № 030, который отстранили от эксплуатации с 4 апреля 2013 года.

### Ивано-Франковск
В 1995 году в город прибыли 4 троллейбуса, из которых 2 укорочены и стали ЮМЗ Т1Р (Т2П) (№ 161, 164), 2 — списаны (№ 162, 163).

### Киев
В 1993—1996 гг. поступило 56 троллейбусов, вскоре 2 (№ 2411 и 4403) из них были отправлены для КР на ЮМЗ (г. Днепр), а после КР работали в городе Запорожье. Большинство экземпляров списано в 2007—2009 гг. В 2010 году были списаны последние троллейбусы.

### Краматорск
В 1993—1994 гг. пришло 5 троллейбусов, из них — 4 списано в 2008 и 2021 г.(№ 0192,0188,0189,0191), — не эксплуатируется — (№ 0193).
На данный момент все они находятся на консервации.

### Кременчуг
Город в 1992—1995 гг. получил 9 троллейбусов, из них 3 списаны в 2017 г. (№ 170, 171, 181), 2 не работают (№ 166, 175), ныне действующих осталось — 4 (№ 160, 165, 178, 180).

### Кривой Рог
С 1992 года поступило 11 троллейбусов, из которых 8 — укорочены и стали ЮМЗ Т1Р (Т2П), 1 — списан (№ 010), 1 прошел капитальный ремонт ЦРПС 30 мая 2005 года и продолжает работать 013 но в марте 2019 г. в результате  капитального ремонта бил укорочен 

### Луганск
Единственная партия из пятнадцати троллейбусов появилась в 1993 году. Получили парковые № 301—315. Часть троллейбусов пришли с Павлограда. К сожалению, депо так и не смогло нормально освоить эксплуатацию этих троллейбусов, к тому же это были троллейбусы первой опытно-промышленной партии, потому, возможно, сказалась «сырость» троллейбусов. В результате три троллейбуса (№ 309—311) были разобраны через весьма короткое время после начала эксплуатации для «донорства» другим. Также на многих машинах возникли проблемы с синхронизацией двигателей, поэтому 5 троллейбусов были укорочены до ЮМЗ Т2П (ЮМЗ Т1Р) (№ 302, 304, 307, 314 и 315). К 2006 году не осталось ни одного ЮМЗ Т1, работали на линии только ЮМЗ Т2П (ЮМЗ Т1Р). В настоящее время все необрезанные троллейбусы были списаны до 2008 года, укороченные ЮМЗ Т2П (ЮМЗ Т1Р) прошли капитальный ремонт с заменой кузова в Днепропетровске, в течение 2011 года, для этого были использованы кузова недособранных ЮМЗ Т1, находившихся в Павлограде. По состоянию на 2021 год, только одна машина (315) находится в эксплуатации, две (314, 307) находятся в резерве, и две (302, 304) списаны и разобраны на запчасти.

### Луцк
В 1993—1995 гг. город получил 7 троллейбусов. 3 троллейбуса (№ 188, 189, 193) — списаны до 2014 года, остальные 4 (№ 190, 191, 194, 195) — списаны в 2015 году.

### Мариуполь
В 1993 году город получил 2 (№ 1701, 1702) троллейбуса, все списаны в 2013 году.

### Одесса
В Одессу с 1992 по 1995 гг. поступило 27 троллейбусов (№ 2010—2036). На данный момент из них 6 списано, 1 действующий, 12 не работают или находятся в состоянии ремонта (в том числе 4 ЮМЗ Т1Р). 11 впоследствии были укорочены и стали ЮМЗ Т1Р (Т2П) (№ 2016—2019, 2022—2024, 2029, 2031, 2032, 2033, 2036), ещё 1 в процессе переделки (№ 2035), 4 ожидают списания.

### Полтава
Первые ЮМЗ Т1 появились в 1993 году и поступали до 1998 года. Всего закуплено было 36 таких троллейбусов, некоторые из них находятся в нерабочем состоянии, 5 из них стали ЮМЗ Т2П, то есть им обрезали «хвосты». В 2010 году было списано 11 троллейбусов (№ 33, 35, 37, 38, 39, 40, 41, 43, 44, 49, 52), некоторые из которых не работали 10 лет, в 2011 году списано ещё 5 троллейбусов (№ 25, 26, 53), в 2012 ещё 5 (№ 51, 54, 55, 57, 61). В основном, ныне работающие ЮМЗ Т1 в Полтаве бело-синего цвета. 6 оставшихся троллейбусов (№ 58, 65, 69, 70, 71, 83) были укорочены и стали ЮМЗ Т1Р (Т2П) в феврале 2017 года (№ 71) и в январе 2018 года (№ 58), а также в июне того же года (№ 83), а в феврале 2019 (№ 69), также в сентябре 2019 (№ 70), и в декабре того же года (№ 65).

### Ровно
В 1993—1994 годах город получил 5 троллейбусов (№ 116—120). Списаны — 1 (№ 116) в 2011 году, 2 — (№ 117, 120) в 2013 году и 2 (№ 118, 119) в 2015 году.

### Севастополь
В 1996 году город получил 1 троллейбус (№ 1501). С августа 2006 года по май 2007 года укорочен в МРМ до ЮМЗ Т1Р (Т2П), ввиду неэффективности эксплуатации и обслуживания одной сочленённой машины и в 2017 году был присвоен № 1030). На данный момент законсервирован и ожидает списания.

### Северодонецк
В 1993—1997 гг. — закупили 3 троллейбуса (№ 201—203), из них на сегодня все 3 укорочены до ЮМЗ Т1Р (Т2П).
После 27.02.2022 не используется в результате боевых действий

### Симферополь
В 1993—1995 гг. город получил 8 троллейбусов (№ 2250—2252, 4050, 4051, 4100—4102). На данный момент все списаны.

### Славянск
В 1993—1994 гг. и 1997 годах город получил 5 троллейбусов, в данный момент все списаны.

### Сумы
В 1992—1993 гг. и 1995 годах город получил 5 троллейбусов. В данный момент 4 списаны (№ 001—004), 1 работает (№ 005).

### Тернополь
С 1992 по 1994 год поступили в эксплуатацию 11 троллейбусов получивших номера от 116 по 126 и 128. На сегодняшний день 7 из них переделаны в односекционные по типу ЮМЗ Т1Р (Т2П) (№ 117, 118, 121, 122, 124, 126, 128). № 117, 118, 120, 121, 124, 125 — списаны, № 123 — не работает. № 119, 126, 128 — работают.

### Торецк
В 1994 году Дзержинск получил 1 троллейбус (№ 030). В 2007 году система была закрыта и единственный ЮМЗ Т1 — списан.

### Харьков
Первые ЮМЗ Т1 появились в 1992 году и поступали до конца 1996 года. Всего поступило 47 машин. Современные парковые номера 2004—2047. Половина — ходовые (50% машин на ходу). 2001—2003 гг. были списаны в 2009 г., утилизированы осенью 2009 г. Начиная с 2012 года, происходит списание остальных машин и дальнейшая их утилизация. В настоящее время ЮМЗ Т1 исчез с улиц Харькова, его заменили более современные сочленённые низкопольные машины ЛАЗ Е301. Последний ЮМЗ Т1 №2039 был списан и утилизирован в ноябре 2019 г.

### Херсон
В 1993 году город получил 2 (№ 450, 451) троллейбуса. В 2002 году оба укорочены до ЮМЗ Т1Р (Т2П). Списаны в 2018-м.

### Хмельницкий
В 1992 году поступило 5 троллейбусов. Все 5 из которых в данный момент укорочены до ЮМЗ Т1Р (Т2П). По состоянию на 2023 работает 1 (№ 268), 1 не работает (№ 271), остальные 3 списаны.

### Чернигов
В 1993 году поступил 1 троллейбус (№ 446) курсировал по маршруту № 4. В 1994 году поступил 1 троллейбус (№ 453, курсировал по маршруту № 10). В 1997 году поступил 1 троллейбус (№ 455, курсировал по маршруту № 7). Всего поступило 3 троллейбуса. В 2014 году все списаны.

### Кишинёв
В 1996 году поступило 4 троллейбуса (№ 2127, 2129, 2130), из них 3 действующих, 1 — не работает (№ 2128).

### Оренбург
Оренбург был единственным городом в России (не считая Севастополя и Симферополя, которые де-факто с 2014 года вошли в состав России, и позже, части Донецкой и Луагнской областей после 2022 года), где эксплуатировались ЮМЗ Т1, полученные в 1993-94 гг. Большинство троллейбусов имело серый и кремовый раскрас, всего было получено 27 ЮМЗ Т1. Троллейбусы были приобретены по бартеру за газ «Оренбурггазпромом». Ввиду своих габаритов они не помещались на территории Депо № 1, поэтому сначала они отстаивались на площадке для отстоя вагонов Депо № 1 по пр. Автоматики 13, а после её закрытия кочевали из Депо № 2 в Депо № 1 и обратно. При закрытии Депо № 2 ЮМЗ Т1 не стали переводить в Депо № 1, а попросту списали. Официальная причина: депо на Рыбаковской, старое и маленькое, не рассчитано на обслуживание сочленённых троллейбусов. Одна машина (333) сгорела на линии. Машины были 1993—1994 г. в., примерно половина уже в 2001 году стояла недвижно на площадке в ПАТП, а последние линейные попадались в 2004—2005 гг.
Оренбургские ЮМЗ Т1 имели № 201, 205, 207, 209, 212, 214, 217, 220, 221, 222, 322, 324, 325, 326, 327, 329, 330, 332, 333, 337, 392, 398, 400, 405, 424, 431, 440.
 Эстония

### Таллин
Один троллейбус ЮМЗ Т1 (№ 425) эксплуатировался в Таллине с 1994 года, списанный в январе 2001 года.

## Капитальный ремонт
С 2006 года троллейбусы ЮМЗ Т1 из Полтавы, находившиеся в катастрофическом состоянии, были отправлены на капремонт на ЮМЗ (позже на ПРМЗ). В результате ремонта машины ЮМЗ Т1 по сути стали ЮМЗ Т2 (правильное название ЮМЗ Т2П) — троллейбусам «обрезали хвосты» (№ 32, 34, 36, 50, 56) — вторые секции вместе с осями разобрали на детали для нужд. Презентация троллейбусов состоялась в Полтаве 20.09.2008.
В некоторых городах, например в Тернополе, данная модификация называется Т1Р.
Некоторые депо сами выполняют капитальный ремонт.